# Jag vill hemåt gå på min Frälsares väg
Jag vill hemåt gå på min Frälsares väg är en psalm med text från 1907 av Jessie Brown Pounds och musik från 1907 av Charles H. Gabriel. Texten översattes till svenska 1922 av Otto Witt.

## Publicerad i
- Segertoner 1988 som nr 642 under rubriken "Pilgrimsvandringen".[1]